# Dark City (1950)
Dark City is een Amerikaanse film noir in zwart-wit uit 1950 onder regie van William Dieterle. Destijds werd de film in Nederland uitgebracht onder de titel De onzichtbare wreker.

## Verhaal
Veteraan Danny Haley runt een onder-de-radar goktent en ontsnapt ternauwernood aan een arrestatie na de tweede inval in drie maanden. Politieagent Garvey heeft geen hard bewijs tegen hem en is genoodzaakt Danny en zijn partners Barney en Augie weer vrij te laten. Nog diezelfde avond ontmoet Danny een medeveteraan in de nachtclub waar zijn vriendin Fran zingt. De man, Arthur Winant, is in de stad vanwege aankoop van producten voor zijn gezondheidsclub. Danny laat zijn ogen vallen op een cheque van $5.000 dollar en overtuigt de man om deel te nemen aan een pokerwedstrijd met zijn vrienden. Danny en zijn partners laten Arthur aanvankelijk winnen, waardoor Arthur toestemt aan een tweede wedstrijd op de volgende avond. Deze avond verliest hij echter al zijn geld aan de mannen, die deze keer samenspannen tegen Arthur. Met tegenzin overhandigt hij zijn cheque en de volgende ochtend wordt in de kranten bericht gedaan van zijn zelfmoord.
De mannen zijn te bang om de cheque te verzilveren en Barney wordt steeds meer paranoïde dat hij wordt achtervolgd. Kort daarna wordt Barney vermoord en worden Danny, Augie en Soldier verhoord door Garvey. Garvey laat Danny weten dat Arthurs eigenzinnige broer Sidney ervan overtuigd is dat de pokerspelers Arthur hebben vermoord en zint op wraak. Niet veel later verdwijnt Soldier spoorloos en vrezen Danny en Augie dat Sidney hier verantwoordelijk voor is. Danny bezoekt Arthurs vrouw Victoria in een andere stad, in een poging om een foto van Sidney te bemachtigen om hem zodoende op te sporen. Hij doet zich voor als verzekeringsagent en wint het hart van Victoria en haar zoontje Billy. Victoria vertelt Danny dat Sidney een doorgedraaide psychopaat is en daarom geen foto's van hem heeft bewaard. Danny biecht vervolgens zijn ware identiteit op en wordt uit huis getrapt door Victoria.
Eenmaal terug in zijn buurt brengt hij een bezoek aan Augie, maar hij is zojuist vermoord en Danny wordt opgepakt voor zijn moord. Garvey gelooft in zijn onschuld en laat hem vrij; Danny biedt aan te worden gebruikt als lokaas. Garvey wijst dit aanbod af maar houdt hem wel in de gaten. Danny spoort Soldier op in Las Vegas en vindt er werk als croupier; Fran volgt hem naar Las Vegas. Op een dag wordt Fran gewaarschuwd dat Sidney Danny is gevolgd naar Las Vegas. Danny is te druk bezig met gokken om te luisteren naar Frans waarschuwingen; roekeloos zet hij al zijn geld in, in een poging om het geld dat hij heeft gestolen van Arthur terug te verdienen en aan Victoria te schenken. Fran gelooft dat hij verliefd is op Victoria en besluit de stad te verlaten. Die avond wordt Danny door Sidney aangevallen in zijn hotelkamer, maar hij wordt gered door Garvey en de mannen; Sidney weet echter te ontsnappen en wordt niet gevonden. De film eindigt op het vliegveld; Fran staat op het punt Las Vegas te verlaten maar wordt tegengehouden door Danny, die zijn liefde voor haar opbiecht.

## Rolverdeling
| Acteur          | Personage                   |
| --------------- | --------------------------- |
| Charlton Heston | Danny Haley/Richard Branton |
| Lizabeth Scott  | Fran Garland                |
| Viveca Lindfors | Victoria Winant             |
| Dean Jagger     | Garvey                      |
| Don DeFore      | Arthur Winant               |
| Jack Webb       | Augie                       |
| Ed Begley       | Barney                      |
| Harry Morgan    | Soldier                     |
| Walter Sande    | Swede                       |
| Mark Keuning    | Billy Winant                |
| Mike Mazurki    | Sidney Winant               |

## Productie
De werktitel van de film was No Escape. Aanvankelijk wilde Paramount Burt Lancaster casten in de hoofdrol, maar uiteindelijk werd nieuwkomer Charlton Heston aangesteld in zijn allereerste hoofdrol.
De draaiperiode was van 5 april tot en met 12 mei 1950.

## Ontvangst
De film kreeg destijds wisselvallige kritieken van de Nederlandse pers. Criticus van De Telegraaf noemde het een "goedgemaakte thriller" en schreef: "Er wordt uitstekend in gespeeld, vooral door Charlton Heston [..] en Lizabeth Scott." Recensent van De Tijd schreef: "Het verhaal is wat gezocht en zou geen anderhalf uur kunnen vullen als de regisseur niet gebruik had gemaakt van de hem bekende middelen om een dreigende en soms slopende spanning te verwekken, die bepaald unheimisch aandoet en die sommige bioscoopbezoekers koude rillingen zal bezorgen. Dieterle overdrijft wel wat, maar soms vloeit de spanning uit het verhaal voort, zoals bij een sinister kaartspel, en dan maakt hij een aannemelijk stuk film."
Niet alle critici waren even lovend over de film noir: Het Vrije Volk schreef: "Een trage film met een allerwonderlijkste moraal; een slechte beurt voor de toch zo knappe regisseur William Dieterle." Recensent van Het Parool noemde het een spannend maar rommelig verhaal en schreef: "William Dieterle verstaat zijn vak, maar haalt toch altijd niet dé hoogte, die nodig is om zijn film tot een meesterwerk te maken."